# Mstislav Keldych
Pour les articles homonymes, voir Keldych.
Mstislav Vsevolodovitch Keldych (en russe : Мстислав Всеволодович Келдыш) (28 janvier 1911 (10 février 1911 dans le calendrier grégorien), Riga - 24 juin 1978, Moscou) est un mathématicien  et un physicien soviétique.
Il joue un rôle central dans le programme spatial soviétique par ses travaux dans le domaine de l'aérodynamique et de la mécanique spatiale. Il a été au cœur de toutes les décisions prises dans le domaine spatial tout au long de sa vie. Ses travaux dans le domaine des mathématiques appliquées lui valent d'être nommé membre de l'Académie des sciences d'URSS à l'âge de 35 ans en 1946. Il est nommé président de cette académie, en 1961 et le restera jusqu'en 1978. Il a été fait trois fois Héros du travail socialiste (1956, 1961, 1971). 

## Biographie

### Une famille de grands serviteurs de l’État célèbres
Keldych naît à Riga en 1911 dans une famille de la noblesse russe qui s'est distinguée au service de l'Empire russe. Son grand-père, Mikhaïl Fomitch Keldych (1839-1920), est un médecin militaire qui a pris sa retraite avec le grade de général. Sa grand-mère paternelle, Natalia Keldych née Broussilova, est cousine du fameux général Alexeï Broussilov. Son grand-père maternel Alexandre Nikolaïevitch Skvortsov est un général d'infanterie qui s'est distingué dans la Guerre du Caucase. Son père, Vsevolod Mikhaïlovitch Keldych (1878-1965), est un ingénieur civil, avec le rang de major-général au sein du Service des Travaux Publics, et un professeur à plein temps à partir de 1918 à l'Académie des ingénieurs militaires de Kouïbychev. Il participe à la mise au point des méthodes modernes de calcul de résistance du béton armé et participe à la conception du Canal de Moscou et du Métro de Moscou.

### Les années de formation
Alors qu'il a 4 ans, en 1915, la famille de Mstislav est évacuée à Moscou pour fuir le front de la Première Guerre mondiale. Sa sœur ainée Lioudmila Keldych (1904-1976), mathématicienne reconnue, qui sera sa première enseignante, exerce une forte influence sur Mstislav. Deux de ses neveux, enfants de sa sœur, occuperont par la suite des postes scientifiques importants : Leonid Keldych, directeur de l'Institut de physique Lebedev et Sergueï Novikov, un mathématicien célèbre. En 1927, le régime soviétique lui refuse l'entrée à l'Institut des Ingénieurs Civils à cause de ses origines nobles. Au cours des années suivantes il mène des études dans le département de physique et de mathématiques de l'Université d'État de Moscou et décroche son diplôme en 1931. Il est formé notamment par le célèbre mathématicien Nikolaï Louzine mais à la grande déception de celui-ci il préfère s'orienter dans le domaine des mathématiques appliquées plutôt que celui des mathématiques théoriques. Il trouve un emploi à l'Institut central d'aérohydrodynamique  (TsAGI) où il travaille sous la direction de Mikhaïl Lavrentiev et de Sergueï Tchaplyguine.

### Les années de terreur stalinienne
Plusieurs membres de la famille Keldych sont victimes de la répression stalinienne durant les années 1930. Son oncle est envoyé en camp de travail sur le chantier de construction du Canal de la mer Blanche. En 1935, la mère de Mstislav est arrêtée puis relâchée au bout de quelques semaines. Le frère de Mstislav, historien spécialisé dans l'Allemagne médiévale, est arrêté en 1936 et exécuté en 1937 comme « espion allemand » tandis qu'un autre de ses frères, Alexandre, est arrêté comme « espion français » mais relâché grâce à une certaine détente dans la politique de terreur liée au remplacement de Nikolaï Iejov par Lavrenti Beria à la tête du NKVD.

### Travaux dans le domaine aéronautique
Au TsAGI, Mstislav parvient à expliquer les phénomènes de flottement classique et de guidonnage du train d'atterrissage d'avions. Ces deux phénomènes étaient à l'époque à l'origine d'un grand nombre de catastrophes aériennes. En 1937, Keldych décroche un doctorat en science avec une thèse intitulée Représentation de variables complexes et de fonctions harmoniques par des séries polynomiales et devient enseignant à l'Université d’État de Moscou. En 1943, il est nommé membre correspondant de l'Académie des Sciences d'Union soviétique. Il obtient son premier prix Staline en 1945 pour ses travaux sur les instabilités aéroélastiques à bord des avions. La même année, il devient membre à part entière de l'Académie des Sciences et directeur du  NII-1 (Institut de Recherche n°1) rattaché au Ministère de l'Industrie aérospatiale. Le NII-1 a pour objectif principal à l'époque l'étude de la faisabilité du bombardier suborbital Sänger-Bredt un projet allemand destiné à permettre de bombarder les États-Unis mais resté à l'état théorique. Keldych aboutit rapidement à des conclusions négatives, car il estime que les technologies disponibles ne permettent pas un tel développement à court terme. Mais Staline croit beaucoup aux possibilités de cet engin et Keldych poursuit l'étude du bombardier suborbital soviétique de 100 tonnes, lancé par une catapulte puis propulsé successivement par deux statoréacteurs puis un moteur-fusée de 100 tonnes de poussée. Devant les difficultés soulevées par la propulsion, Keldych fin 1950 réoriente une partie de son équipe vers un missile de croisière aux capacités plus modeste. Les travaux réalisés seront également utilisés pour la conception de la navette spatiale Bourane.
Keldych est également nommé responsable du département de Mathématiques Appliquées de l'Institut de mathématiques Steklov. Ce département prend en charge notamment les recherches dans le domaine de la dynamique des fusées et de la mécanique céleste appliquée lorsque Sergueï Korolev développe en 1949 le R-3 premier missile balistique ambitieux de l'Union Soviétique.  Ce département deviendra en 1966 un institut de recherche indépendant baptisé Institut de Mathématiques Appliquées et renommé en 1966 Institut de mathématiques appliquées Keldych.
Keldych, à la tête d'un groupe de spécialistes en mathématiques appliquées, intervient dans tous les projets scientifiques soviétiques importants. Il crée à cette époque un bureau des calculs qui prend en charge l'essentiel des problèmes mathématiques liés au développement de l'arme nucléaire. Cette structure est à l'origine du premier ordinateur développé en Union soviétique. Les principaux travaux de Keldych concernent les moteurs à réaction et les fusées : ils portent sur la dynamique des fluides en régime supersonique, les transferts thermiques et de masse, la protection thermique. Ils contribuent à la mise au point du premier missile de croisière, testé avec succès en 1959 et dont les caractéristiques sont bien supérieures à celles du missile Navajo développé à la même époque aux États-Unis.

### Travaux théoriques et organisation du programme spatial soviétique
En 1954, Mstislav Keldych, Sergueï Korolev et Mikhail Tikhonravov rédigent une lettre au gouvernement soviétique proposant de lancer le premier satellite artificiel. Les travaux qui suivent déboucheront sur la série des Spoutnik dont le premier exemplaire est lancé en 1957. En 1955, Keldych est nommé responsable du Comité des satellites, chargé au sein de l'Académie des Sciences, de définir les caractéristiques des futures charges utiles des lanceurs.   
En 1961, Keldych devient président de l'Académie des sciences d'URSS  et le restera durant  14 ans. Durant cette période il réhabilite la génétique et la cybernétique, et soutient le scientifique dissident Andreï Sakharov. Ses derniers travaux scientifiques sont consacrés au développement de la navette Bourane.  
Keldych décède le 24 juin 1978  à l'âge de 67 ans. Il est enterré dans le mur du Kremlin sur la Place Rouge à Moscou. 

## Titres et récompenses
Mstislav Keldych était membre de plusieurs Académies des sciences de pays étrangers notamment de l'Académie des sciences de Mongolie (1961), Académie polonaise des sciences (1962), Académie tchécoslovaque des sciences (1962), et de l'Académie roumaine des sciences (1965). Il était également membre à titre honorifique de l'American Academy of Arts and Sciences (1966), de Académie bulgare des sciences (1966), Académie hongroise des sciences (1970), et de la Royal Society of Edinburgh (1968) ainsi que correspondant étranger de l'Académie allemande des sciences de Berlin (1966), et de l'Académie des sciences de Saxe à Leipzig (1966). 
Mstislav Keldych reçut de l'État soviétique de nombreux titres et distinctions, dont : 
- Héros du travail socialiste : trois fois
- Ordre de Lénine : 7 fois
- Ordre du Drapeau rouge du Travail : 3 fois
- Ordre de la Révolution d'Octobre :
- Prix d'État de l'URSS (1942, 1946)
- Prix Lénine (1957)

On a donné son nom à : 
- l'Akademik Mstislav Keldych, navire de recherche russe, support des deux sous-marins de grande profondeur Mir ;
- le bombardier Keldysh :
- l'Institut de mathématiques appliquées Keldych à Moscou.

### Sources
- (en) Asif A. Siddiqi, Spoutnik and the soviet space challenge, University Press of Florida, 2003, 527 p. (ISBN 978-0-8130-2627-5)
- (en) Asif A. Siddiqi, The soviet space race with Apollo, University Press of Florida, 1996, 489 p. (ISBN 978-0-8130-2628-2)